# Pirara australiensis
Pirara australiensis är en tvåvingeart som beskrevs av Boothroyd och Peter Scott Cranston 1995. Pirara australiensis ingår i släktet Pirara och familjen fjädermyggor. Inga underarter finns listade i Catalogue of Life.